# ديبيكا بادوكون
ديبيكا بادكون (بالهندية: दीपिका पादुकोण) (بالإنجليزية: Deepika Padukone) (مواليد 5 يناير 1986) هي ممثلة هندية وعارضة أزياء شهيرة سابقة. تعتبر ديبيكا من أشهر عارضات الأزياء اللواتي أصبحن ممثلات، واليوم أصبحت ديبيكا من ممثلات الصف الأول في بوليود؛ وذلك بتقديمها عدد من أقوى الأفلام الهندية، مثل: فيلم رام ليلا الذي حصلت على أول جائزة فيلم فير أفضل ممثلة عنه، وفيلم بيكو أيضا الذي حصلت على جائزة فيلم فير الثانية عن فئة أفضل ممثلة، وهي ثان ممثلة هندية تدخل قائمة فوربس يعد دخول بريانكا تشوبرا مرتين على التوالي.

## السيرة
ولدت ديبيكا بادوكون في 5 يناير 1986 في كوبنهاغن في الدنمارك لأبوين هنديين يتحدثان الكونكانية. ثم انتقلت برفقة عائلتها إلى بنغالور عندما كانت تبلغ من العمر أحد عشر شهرًا. والدتها أوجالا كانت تعمل وكيلة سفر ووالدها براكاش بادوكون لاعب محترف سابق في كرة الريشة الطّائرة والذي لعب على المستوى الدولي للهند وفاز بـ(England Championship) في عام 1980. أختها الصغرى أنيشا بادكون لاعبة غولف. كان جدها لأبيها، راميش، سكرتيرًا لجمعية ميسور لتنس الريشة.
انتقلت العائلة إلى بنغالور بالهند عندما كانت ديبيكا تبلغ من العمر عامًا واحدًا. تلقّت تعليمها في مدرسة صوفيا الثّانويّة في بانغلور وفيما بعد أخدت دراسات جامعيّة من كلّيّة Mount Carmel، التحقت بعد ذلك بجامعة أنديرا غاندي الوطنية المفتوحة للحصول على درجة بكالوريوس الآداب في علم الاجتماع، لكنها تركت الدراسة بسبب تعارض المواعيد مع مسيرتها المهنية في عرض الأزياء. وحين دراستها في المدرسة الثّانويّة شاركت ديبيكا في بطولة رياضة الرّيشة على المستوى الدولي كأبيها، وكان هذا الأخير عضو في نادي الرّيشة الطّائرة، بخلاف أبيها هي كانت غير متحمّسةً لمتابعة مهنتها كلاعبة رياضة الرّيشة وتركتها بسبب امتحاناتها المدرسية.

## عروض الأزياء
أثناء متابعة دراساتها في الكلّيّة، قرّرت ديبيكا متابعة مهنة عارضة الأزياء بسبب القبول الذي تلقته من النقاد وذلك راجع لشكلها الممشوق، وقد فازت بلقب أفضل نموذج أنثوي في غلاف مجلة بلاي بوي. وبعد ذلك اُخْتِيرَتْ كأحد النّماذج لنتيجة ثوب سباحة الكينجفيشر ل2006، وفازت بجائزتين في جوائز زي إف (عارضة السّنة) كما اُخْتِيرَت أيضًا كسفيرة للكينجفيشر.

## مشوارها الفني
بدأت مسيرتها في فيلم Aishwarya عام 2006، ثم بدأت مشوارها في بوليوود سنة 2007 في فيلم أوم شانتي أوم مع الممثل شاروخان وهاوجين سيف. شاركت ديبيكا بأفلام أخرى منها سنة جديدة سعيدة وتشيناي إكسبريس وكوكتيل.

## الحياة الخاصة
ارتبط ديبيكا بعلاقة وثيقة مع عائلتها، وتزورهم بانتظام في مسقط رأسها في بنغالور. تعيش في برابهاديفي، أحد أحياء مومباي، واعترفت بفقدان وجود والديها هناك. تعتبر بادوكون، وهي هندوسية متدينة، الدين جانبًا مهمًا من حياتها وتقوم بزيارات متكررة إلى المعابد والأضرحة الدينية الأخرى.
أثناء تصوير فيلم Bachna Ae Haseeno في عام 2008، بدأت ديبيكا علاقة رومانسية مع النجم المشارك رانبير كابور. تحدثت بصراحة عن العلاقة ووضعت وشمًا بالأحرف الأولى من اسمه على مؤخرة رقبتها. وقالت إن العلاقة كان لها تأثير عميق عليها، حيث حولتها إلى شخص أكثر ثقة واجتماعية. انفصل الزوجان بعد عام. اعترفت في إحدى المقابلات بأنها شعرت بالخيانة لفترة طويلة. في مقابلة عام 2010، اتهمته بادوكون بالخيانة، واعترف كابور بذلك لاحقًا. وفَّقوا بين صداقتهما أثناء العمل في Yeh Jawaani Hai Deewani.
أصبحت بادوكون بعد ذلك متحفظة في مناقشة حياتها الشخصية، ولكن في عام 2017، تحدثت باعتزاز عن علاقتها مع النجم المشارك لها المتكرر رانفير سينغ، الذي بدأت بمواعدته في أغسطس 2012. في أكتوبر 2018، أعلن الزوجان عن زواجهما الوشيك. وفي الشهر التالي، تزوجا في احتفالات الكونكانية الهندوسية التقليدية والسيخ أناند كاراج في بحيرة كومو بإيطاليا. وفي فبراير 2024، أعلن الزوجان على إنستغرام أنهما ينتظران طفلهما الأول.

## أفلامه
| السنة | عنوان الفيلم                   | الدور                            | ملاحظات                                 | مرجع          |
| ----- | ------------------------------ | -------------------------------- | --------------------------------------- | ------------- |
| 2006  | أيشواريا                       | أيشواريا                         | فيلم كانادا                             | [ 28 ]        |
| 2007  | أوم شانتي أوم                  | شانتيبريا / سانديا "ساندي"       |                                         | [ 29 ]        |
| 2008  | احترسن أيتها الحسناوات         | غاياتري جاكار                    |                                         | [ 30 ]        |
| 2009  | شاندني تشوك إلى الصين          | ساخي جودبول / سوزي               |                                         | [ 31 ]        |
| 2009  | بيلو باربر                     | بنفسها                           | ظهور خاص في أغنية "Love Mera Hit Hit"   | [ 32 ] [ 33 ] |
| 2009  | الحب في هذه الأيام             | ميرا بانديت                      |                                         | [ 34 ]        |
| 2009  | مين أورر ميزيس خانا            | راينا خان                        | ظهور خاص                                | [ 35 ]        |
| 2010  | كارثيك يدعو كارثيك             | شونالي موخيرجي                   |                                         | [ 36 ]        |
| 2010  | هاوسفول                        | سونداريا "ساندي" راو             |                                         | [ 37 ]        |
| 2010  | لافانجي باريندي                | بينكي بالكار                     |                                         | [ 38 ]        |
| 2010  | بريك كي باد                    | عاليا خان                        |                                         | [ 39 ]        |
| 2010  | خلين هوم جي جان سي             | كالبانا داتا                     |                                         | [ 40 ]        |
| 2011  | دوم مارو دوم                   | بنفسها                           | ظهور خاص في أغنية "دوم مارو دوم"        | [ 41 ]        |
| 2011  | أراكشان                        | بورفي أناند                      |                                         | [ 42 ]        |
| 2011  | ديزي بويز                      | راديكا أواسثي                    |                                         | [ 43 ]        |
| 2012  | كوكتيل                         | فيرونيكا مالاني                  |                                         | [ 44 ]        |
| 2013  | سباق 2                         | ألينا مالك                       |                                         | [ 45 ]        |
| 2013  | اسلكي مومباي                   | بنفسها                           | ظهور خاص في أغنية "Apna Bombay Talkies" | [ 46 ]        |
| 2013  | هذا الشاب مجنون                | نينا تالوار                      |                                         | [ 47 ] [ 48 ] |
| 2013  | تشيناي إكسبريس                 | مينالوشني "ميناما" أزاغوسوندارام |                                         | [ 49 ] [ 50 ] |
| 2013  | غوليون كي راسليلا رام-ليلا     | ليلا سانيرا                      |                                         | [ 51 ]        |
| 2014  | كوتشاداييان                    | فادهانا ديفي                     | فيلم تاميلي                             | [ 52 ]        |
| 2014  | البحث عن فاني                  | أنجلينا "أنجي" إفخارستيا         | فيلم إنجليزي                            | [ 53 ]        |
| 2014  | سنة جديدة سعيدة                | موهيني جوشي                      |                                         | [ 54 ]        |
| 2015  | بيكو                           | بيكو بانيرجي                     |                                         | [ 55 ]        |
| 2015  | تاماشا                         | تارا ماهيشواري                   |                                         | [ 56 ]        |
| 2015  | باجيراو ماستاني                | ماستاني                          |                                         | [ 57 ]        |
| 2017  | إكس إكس إكس: عودة إكساندر كايج | سيرينا أونجر                     | فيلم أمريكي                             | [ 58 ]        |
| 2017  | رابتا                          | بنفسها                           | ظهور خاص في أغنية "رابتا"               | [ 59 ]        |
| 2018  | بادمافاتي                      | راني بادمافاتي                   |                                         | [ 60 ]        |
| 2018  | زيرو                           | بنفسها                           | ظهور خاص                                | [ 61 ]        |
| 2020  | تشاباك                         | مالتي أجراوال                    | منتج أيضا                               | [ 62 ]        |
| 2021  | 83                             | رومي ديف                         | منتج أيضا                               | [ 63 ]        |
| 2022  | جيرايان                        | أليشا خانا                       |                                         | [ 64 ]        |
| 2022  | براهما أوشترا                  | أمريتا                           | ظهور غير مذكور                          | [ 65 ]        |
| 2022  | سيركوس                         | فرينداما                         | ظهور خاص في أغنية "Current Laga Re"     | [ 66 ]        |
| 2023  | باثان                          | الدكتورة روبينا "روباي" محسن     |                                         | [ 67 ]        |
| 2023  | جوان                           | ايشواريا راثور                   | ظهور خاص                                | [ 68 ]        |
| 2024  | مقاتل                          | قائد السرب مينال "ميني" راثور    |                                         | [ 69 ]        |
| 2024  | كالكي 2898 أيه دي              | سوماتي (سوم-80)                  | فيلم التيلجو                            | [ 70 ]        |
| 2024  | سينغام من جديد                 | نائبة رئيس الشرطة شاكتي شيتي     |                                         | [ 71 ]        |

## وصلات خارجية
- ديبيكا بادوكون على موقع IMDb (الإنجليزية)
- ديبيكا بادوكون على موقع روتن توميتوز (الإنجليزية)
- ديبيكا بادوكون على موقع قاعدة بيانات الأفلام العربية
- ديبيكا بادوكون على موقع ألو سيني (الفرنسية)
- ديبيكا بادوكون على موقع أول موفي (الإنجليزية)
- ديبيكا بادوكون على موقع قاعدة بيانات الأفلام السويدية (السويدية)
- ديبيكا بادوكون على موقع قاعدة بيانات الفيلم (الإنجليزية)
- ديبيكا بادوكون على موقع كينوبويسك (الروسية)